# Broxbourne
Broxbourne är en ort i Hoddesdon i distriktet Broxbourne, Storbritannien. Den ligger i grevskapet Hertfordshire och riksdelen England, i den sydöstra delen av landet, 27 km norr om huvudstaden London. Broxbourne ligger 41 meter över havet och antalet invånare är 13 298. Broxbourne var en civil parish fram till 1935 när blev den en del av Hoddesdon och Brickendon Liberty. Civil parish hade 1 270 invånare år 1931. Byn nämndes i Domedagsboken (Domesday Book) år 1086, och kallades då Brochesborne.
Terrängen runt Broxbourne är platt. Runt Broxbourne är det tätbefolkat, med 356 invånare per kvadratkilometer. Närmaste större samhälle är Cheshunt, 5,3 km söder om Broxbourne. I omgivningarna runt Broxbourne växer i huvudsak blandskog.